# یاماشیتا یوشیتسوگو
یاماشیتا یوشیتسوگو (به ژاپنی: 山下 義韶; ۱۶ فوریهٔ ۱۸۶۵ – ۲۶ اکتبر ۱۹۳۵) که با نام یاماشیکا یوشیاکی نیز شناخته می‌شود، جودوکا بزرگ اهل ژاپن بود. او اولین کسی بود که به درجه دان 10 در جودو کودوکان رسید؛ هرچند این درجه بعد از مرگش به او اعطا شد. او همچنین یکی از چهار ورزشکار پیشرو در جودو کودوکان و از پیشگامان جودو در ایالات متحده آمریکا بود.

## زندگی‌نامه

### سال های اولیه زندگی
یاماشیتا در کانازاوا، پایتخت قلمرو کاگا به دنیا آمد. پدر او یک سامورایی بود.  یاماشیتا در کودکی در مدارس هنرهای رزمی سنتی ژاپنی در شاخه های مختلف جوجیتسو آموزش دید.  در آگوست 1884، او به دوجوی جودو کودوکان دوست دوران کودکی‌اش کانو جیگورو پیوست. وی در مدت سه ماه به رتبه یک کمربند مشکی (شودان)، در دو سال به رتبه چهارم (یودان) و در چهارده سال به درجه شش (روکودان) ارتقا یافت.  در این زمان او در زمینه فلسفه جودو با جیگورو بحث می‌کرد. 
او یکی از اعضای تیم کودوکان بود که در اواسط دهه 1880 با تیم‌های جوجیتسو پلیس توکیو رقابت می‌کرد،   و در طول دهه 1890، شغل او شامل تدریس جودو در آموزشگاه نیروی دریایی امپراتوری ژاپن و دانشگاه امپراتوری توکیو (دانشگاه توکیو کنونی) بود.  او در سال 1866، در زمان رقابت بین موسسه کودوکان و آموزشگاه جوجیتسو توتسوکا نقش قابل توجهی را ایفا کرد. او با جوجیتسو کار معروف مبارزه کرد و بر او چیره شد، اما هنگامی که تروشیما رویکرد مبارزه زمینی را پیش گرفت، مسابقه به تساوی کشیده شد.  او بعداً با او مسابقه داد و او را با تکنیک ایپون سئوی ناگه ناک‌اوت کرد. 
یاماشیتا که مردی بسیار خشن بود، به خاطر دعواهای خیابانی متعددش شهرت داشت. در معروف‌ترین نمونه، او به دلیل اختلاف در یک رستوران با حداقل 17 کارگر در توکیو درگیر شد. علی‌رغم بیشتر بودن یاماشیتا و جودوکا های همراهش، مسئه این بود که تعدادی از کارگران چاقو داشتند، اما آنها همگی مردان را شکست دادند و همچنین بازوهای سه نفر از آنها را نیز شکستند.  اندکی بعد، یاماشیتا دوباره با گروه دیگری از کارکنان درگیر شد، اما این بار یاماشیتا به صورت تنها علیه 15 نفر از آنها باید مبارزه می‌کرد. یاماشیتا مهاجمان خود را با تکنیک های خفگی و پرتاب شکست داد و حتی برخی از آنها را با شکستن گردن کشت.  او دستگیر شد، اما بعدا تبرئه شد. با این حال، او همچنان توسط کودوکان به دلیل استفاده بیش از حد از خشونت تعلیق شد. وقتی با خود کانو مواجه شد، یاماشیتا اعتراض کرد و تا حدی پیش رفت که او را به مبارزه دعوت کرد، اما کانو او را متوجه کرد که ممکن است روزی به همان شکلی که دوست داشت به مردم آسیب برساند، آسیب ببیند. 